# Vokslev
Vokslev er en landsby i det nordlige Himmerland med 169 indbyggere (2018). Vokslev er beliggende tre kilometer sydøst for Nibe og 22 kilometer sydvest for Aalborg. Landsbyen hører under Aalborg Kommune og er beliggende i Vokslev Sogn.
Vokslev ligger i et meget kuperet terræn. Byen er præget af forholdsvis velholdte huse, bygget som gamle muremestervillaer. Få huse bærer præg af at være gamle landejendomme. Binderup å krydser hovedgaden (Hobrovej). Der er gennemført trafiksanering med vejbumpgennem byen og der er cykelsti langs vejen gennem hele byen. Der er opstillet byporte med infotavler. Der er endvidere betjening med kollektivtrafik med telebus og en regionalrute. Der er en friskole og en børnehave i byen. Omkring skolen er der ligeledes sportsfaciliteter. Vokslev sparekasse og Vokslev Kirke ligger desuden i landsbyen. Kulturarvsområdet omkring det gamle kalkværk og Huul mølle er unikt.